# Bocage (film)
Pour les articles homonymes, voir Bocage (homonymie).
Pour plus de détails, voir Fiche technique et Distribution.
Bocage est un film portugais réalisé par José Leitão de Barros, sorti en 1936.

## Fiche technique
- Titre : Bocage
- Réalisation : José Leitão de Barros
- Scénario : Rocha Martins
- Dialogues : Pereira Coelho et Gustavo de Matos Sequeira
- Musique : Afonso Correia Leite
- Photographie : Joseph Barth, Octávio Bobone, Salazar Dinis et Aquilino Mendes
- Montage : Peter Meyrowitz
- Société de production : Sociedade Universal de Superfilmes
- Pays :  Portugal
- Genre : Biopic, drame et romance
- Durée : 124 minutes
- Dates de sortie : 
  -  Portugal : 2 décembre 1936

## Distribution
- Raul de Carvalho : le poète Manuel Maria Barbosa du Bocage et ses trois amours, Márcia, Anália et Canária
- Carlos Alves
- Carlos Barros
- Celita Bastos : Canária, une ardente mulâtresse brésilienne, maîtresse de Bocage
- Holbeche Bastos
- María Castelar : Ana Perpetuál Coutinho dite Anália, l'une des deux filles de l'ami de Bocage, une jeune fille pure qui se destine au couvent
- Eduardo Colombo : le poète Silveira
- Baltasar de Azevedo
- Lino Ferreira : Francisco, un garde de l'intendant
- Maria Helena
- Oliveira Martins
- Maria Helena Matos : Maria Vicência Coutinho dite Márcia, l'autre fille de l'ami de Bocage, plus provocante que sa sœur
- Araujo Pereira: l'intendant Pina Manique
- Joaquim Prata : le poète Caldas
- António Silva : Tomé, un garde de l'intendant
- Maria Valdes : la marquise de Alorna
- Tarquinio Vieira : le lieutenant Antonio Coutinho, l'ami de Bocage et père d'Anália et de Márcia
- João Villaret : le prince régent Dom João VI (Jean VI de Portugal)
- João Lopes : le marquis de Ponte de Lima
- Regina Montenegro : la femme aux poules
- Berta Monteiro : la comtesse
- Aurélio Ribeiro : Margado de Abrantes
- Silvetre Alegrim
- Maria Albertina
- Fernando Maynard
- Mário Ramsky